# Orlando (produttore discografico)
Orlando, nome d'arte di Bruno Gigliotti (Il Cairo, 29 luglio 1936), è un produttore discografico, editore, cantante e attore italiano naturalizzato francese.
Fratello minore della celebre Dalida, che ha raggiunto l'apice del suo successo dalla fine degli anni cinquanta fino ai primi anni ottanta, dapprima intraprende anch'egli un percorso artistico simile, cui però pone fine nel 1965 per prendere in mano la carriera della sorella, divenendone produttore e consigliere fino al 1987, anno in cui la cantante italo-francese si toglie la vita con un'overdose di barbiturici.
Orlando continuerà a lavorare per la memoria della sorella e a promuovere attivamente la sua carriera postuma.

## Biografia
Bruno Gigliotti nasce a Choubrah, quartiere del Cairo, da genitori calabresi originari di Serrastretta, il 29 luglio 1936, ultimogenito di tre figli; i suoi fratelli maggiori sono Orlando (1930-1992) e Iolanda Cristina (1933-1987). Suo padre, Pietro Gigliotti (1904-1945), era primo violino all'Opera del Cairo, mentre sua madre, Filomena Giuseppina d’Alba (1904-1971) era una sarta.
Dopo una breve carriera da cantante agli inizi degli anni sessanta, nel 1965 Orlando comincia a gestire la carriera della sorella maggiore Iolanda, conosciuta col nome di Dalida. A partire dal 1970 ne divenne quindi produttore con la sua Orlando International Shows e Grand-Frère du Show-Biz (letteralmente "Fratello maggiore nell'ambito dello show business"). Dopo la morte della sorella, avvenuta per suicidio nella notte tra il 2 e il 3 maggio 1987, continua a lavorare per la sua memoria.
Il 5 settembre 1992 muore all’età di 62 anni il fratello maggiore, Orlando, da cui prende il proprio pseudonimo.
Orlando è anche editore, con la casa editrice "Éditions Bambino" (così nominata in omaggio al primo successo di Dalida del 1956).
Talent scout, contribuì all'affermazione di Shake pseudonimo di Sheikh Abdullah Ahmad Bakhbereh, cantante malaysiano di fine anni settanta, della cantante belga Melody nel 1989 (Y'a pas que les grands qui rêvent, Chariot d'étoiles), di Frédéric Château, di Les Vagabonds e di Indra, star della musica dance, agli inizi degli anni novanta (Let's go crazy, Misery, Temptation).
Dal 1996 al 2013 è stato produttore (come Bruno Gigliotti) della cantante Hélène Ségara, distribuita dalla BG. Con alcuni brani come Je vous aime, adieu, Il y a trop de gens qui t'aiment, L'amour est un soleil e Méfie-toi de moi, Gigliotti è stato più volte nelle classifiche di vendita di dischi nei paesi francofoni.

## Discografia

### Album
- 1965 - N'avoue jamais

### EP
- 1961 - La Pachanga
- 1961 - Twist
- 1961 - "Apache", l'amour fait la loi
- 1961 - Mon amour disparu
- 1961 - Fattouma
- 1962 - Le chemin de la joie
- 1962 - Quand le soleil était là
- 1963 - Derniers Baisers
- 1963 - T'embrasser, t'embrasser
- 1964 - Ce soir je te perds
- 1965 - Tombe la neige

### Singoli
- 1961- Ya Mustapha/Banjo-boy
- 1961 - Mon amour disparu/Ya ya ya
- 1961 - L'amour fait la loi/Ramona
- 1961 - Toi ma Madone/A.E.I.O.U
- 1962 - Quand le soleil était là/Si tu m'aimes tant que ça
- 1963 - Quand tu reviendra/Quand je viendrai de l'horizon
- 1963 - Derniers baisers/Tout ça pour le locomotion
- 1963 - T'embrasser, t'embrasser/Seule au monde
- 1964 - Ce soir je te perds/À la fin de l'été… tu sais
- 1964 - Western/Tu es dans ma tête
- 1967 - In ginocchio da te/La la la

### Compilation
- 2014 - Best of